# Rory Best
Rory Best (nacido el 15 de agosto de 1982) es un exjugador de rugby norirlandés, que jugó internacionalmente con la Selección de rugby de Irlanda.  Desempeñaba su función en el terreno de juego en la posición de hooker para el Ulster y estuvo registrado para Banbridge RFC.

## Carrera

### Club/Provincial
Best fue educado en la Tandragee Junior High School, Portadown College y estudió agricultura en la Universidad de Newcastle upon Tyne donde jugó con la academia Newcastle Falcons. Regresó a casa para unirse a los Belfast Harlequins en 2002 donde capitaneó el equipo y ganó su primer contrato en el Ulster en 2004. Hizo su debut con el Ulster como reemplazo en casa de Munster en la Celtic League de 2005. Reemplazó a su hermano Simon como capitán de Ulster para la temporada 2007/08 y mantiene la posición. Se perdió toda la temporada 2009/10 debido a cirugía por un problema crónico de disco. Best marcó dos ensayos en 2011/12 y 2010/11 para Ulster.

### Internacional
Best debutó internacionalmente con Irlanda como sustituto frente a los All Blacks en Lansdowne Road en noviembre de 2005 e hizo su primera aparición como titular contra Sudáfrica en 2006. Desde entonces ha sido llamado a la selección, inicialmente compartiendo el número 2 con Jerry Flannery. Fue miembro de los equipos de Irlanda que ganaron la Triple Corona en 2007 y estuvo en el equipo irlandés para la Copa Mundial de 2007 así como en el Torneo de las Seis Naciones 2009 que completó el Grand Slam. Fue capitán del equipo irlandés que hizo una gira por Norteamérica en 2009, mientras que muchos de sus compañeros de equipo irlandeses estaban en el equipo de los British and Irish Lions que comenzó su gira por Sudáfrica al mismo tiempo.
Fue elegido como hooker para el equipo de la Copa Mundial de Rugby de 2011 tras una lesión de Jerry Flannery. Fue elegido capitán del equipo durante el Torneo de las Seis Naciones 2012 después de que se lesionase Paul O'Connell.
Best fue añadido al equipo de los British and Irish Lions para la gira por Australia de 2013 el 26 de mayo después de que el hooker inglés Dylan Hartley fuera sacado del equipo tras recibir una tarjeta roja en la final del Aviva Premiership por insultar a un oficial el 25 de mayo de 2013.
Ha participado en los equipos de Irlanda que han ganado el Torneo de las Seis Naciones en los años 2009, 2014 y 2015.
En 2015 es seleccionado para formar parte de la selección Irlandesa que participa en la Copa Mundial de Rugby de 2015.
En enero de 2016 es nombrado nuevo capitán del XV del trébol debido a la retirada del equipo nacional del anterior capitán  Paul O´Connell.
Se retiró tras la Copa Mundial de Rugby de 2019

## Palmarés y distinciones notables
- Campeón del Torneo de las Seis Naciones 2009, 2014, 2015 y 2018.
- Seleccionado por los British and Irish Lions para la gira de 2013 en Australia y 2017 en Nueva Zelanda[9]
- Capitán de la Selección de rugby de Irlanda (2016-2019)[10]
- Seleccionado para jugar con los Barbarians
- Capitán de los Barbarians en la gira de 2019

## Vida personal
Best creció en la granja familiar cerca de Poyntzpass, Condado de Armagh. Se casó en Richhill, condado de Armagh en el verano de 2009, con una maestra de la escuela primaria de Armstrong, llamada Jodie Bell, hoy Jodie Best. Su primer hijo, Ben, nació el 23 de junio de 2010.